# Tikiguania
Tikiguania – rodzaj jaszczurek z grupy Iguania żyjących na terenach Półwyspu Indyjskiego. Opisano go jako najstarszą znaną jaszczurkę i najstarszego znanego przedstawiciela łuskonośnych.
Rodzaj i jego gatunek typowy, Tikiguania estesi, zostały opisane w 2006 roku przez Dattę i Ray w oparciu o lewą kość zębową (GSI type Pal/CHQ-010) odkrytą w datowanych na karnik osadach formacji Tiki w Indiach, w okolicy wioski Tiki w stanie Madhya Pradesh. Później zakwestionowano jej wiek, sugerując, że skamieniałość ta pochodzi z późnego neogenu lub czwartorzędu.

## Systematyka
W gałęzi żuchwy znajdowało się uzębienie pleurodontyczne i akrodontyczne – występujące u lepidozaurów – a nie tekodontyczne, co wskazuje na przynależność tikiguanii do lepidozaurów. Porównanie uzębienia oraz budowy kości żuchwy sugeruje, że Tikiguania należy do kladu Acrodonta wewnątrz grupy Iguania. Późniejsze analizy potwierdzają przynależność tikiguanii do Acrodonta, a konkretnie do agamowatych z grupy Draconinae. Jaszczurka ta osiągała niewielkie rozmiary – długość jej żuchwy wynosi około 17 mm.
Odkrycie szczątków tikiguanii w triasowych osadach potwierdzałoby hipotezę, według której przedstawiciele Iguania zaczęli różnicować się jeszcze przed rozpadem Pangei. W 2011 roku Mark Hutchinson i współpracownicy stwierdzili jednak, że budowa żuchwy tikiguanii jest identyczna jak u współczesnych przedstawicieli Draconinae. Morfologia żuchwy niezmieniona przez ponad 210 mln lat oraz w ogóle istnienie zaawansowanych Acrodonta jest zdaniem autorów bardzo mało prawdopodobne – na co wskazują m.in. badania molekularne – co sugeruje, że GSI type Pal/CHQ-010 jest w rzeczywistości skamieniałością pochodzącą z późnego neogenu lub czwartorzędu, a nie triasu. Wskazuje na to również niezniszczenie delikatnych krawędzi kości i koron zębów – według autorów szczątki Tikiguania w wyniku erozji dostały się do osadów formacji Tiki, gdzie przebywały przez kilka milionów lat.

## Etymologia
Nazwa Tikiguania odnosi się do formacji Tiki, w której odnaleziono holotyp, oraz prawdopodobnej przynależności tego taksonu do grupy Iguania. Epitet gatunkowy gatunku typowego, estesi, honoruje Richarda Estesa, który badał filogenezę i biogeografię gadów łuskonośnych.